# Franz Griesbach

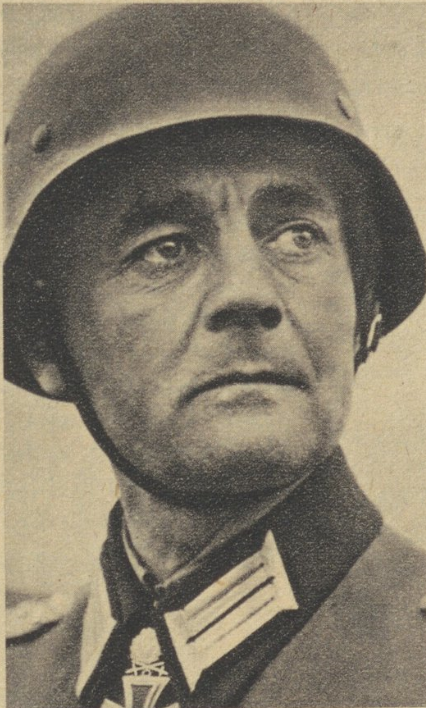
Oberst Franz Griesbach

Franz Griesbach (* 21. Dezember 1892 in Brück; † 24. September 1984 in Lage) war ein deutscher Generalmajor im Zweiten Weltkrieg sowie Lehrer.

## Leben
Griesbachs Vater,  Johann Friedrich Franz Griesbach, war Schleusenmeister. Griesbach war der Zweitgeborene und wuchs mit insgesamt drei Geschwistern auf. Nach Besuch der Volksschule in Putlitz, Westprignitz, lernte er von 1907 bis 1910 an der Präparandenanstalt in Genthin. Im Anschluss studierte er am dortigen Lehrerseminar bis 1913 und schloss mit der ersten Lehrerprüfung ab.
Griesbach trat am 1. April 1914 in das Infanterie-Regiment „Prinz Louis Ferdinand von Preußen“ (2. Magdeburgisches) Nr. 27 als Einjährig-Freiwilliger ein. Mit Ausbruch des Ersten Weltkriegs kam er mit seinem Regiment an die Front und wurde hier am 23. August 1916 zum Leutnant der Reserve befördert. Im Kriegsverlauf erlitt er eine Gasvergiftung und wurde viermal verwundet sowie einmal verschüttet. Dafür erhielt er das Verwundetenabzeichen in Gold. Außerdem wurde er mit beiden Klassen des Eisernen Kreuzes ausgezeichnet.
Nach Ende des Krieges verließ er die Armee und legte 1920 die zweite Lehrerprüfung ab. Danach arbeitete er in der Provinz Sachsen als Lehrer. Sein Bruder Georg Erich (1902–1943) arbeitete ebenfalls als Lehrer.
1936 wurde er reaktiviert und in die Wehrmacht übernommen. Nach seiner Stabsausbildung in Königsbrück kommandierte er im August 1940 als Major das Infanterie-Ersatz-Bataillon 467. Im weiteren Verlauf des Kriegs diente er während der Kämpfe an der Ostfront im Infanterie-Regiment 391 und wurde am 14. März 1942 mit dem Ritterkreuz des Eisernen Kreuzes ausgezeichnet. Einen Monat später wurde er Kommandeur des Infanterie-Regiments 399 der 170. Infanterie-Division. Als Oberst und Kommandeur des Infanterie-Regiments 399 erhielt er am 17. Mai 1943 für seine Leistungen in der Zweiten Ladoga-Schlacht vor Leningrad das Eichenlaub zum Ritterkreuz des Eisernen Kreuzes (242. Verleihung). Am 15. Februar 1944 ist Griesbach mit der Führung der 170. Infanterie-Division beauftragt worden und wurde bereits einen Tag später schwer verwundet. Am 6. März 1944 wurde Griesbach mit den Schwertern zum Ritterkreuz des Eisernen Kreuzes mit Eichenlaub (53. Verleihung) ausgezeichnet. Ende April 1945 geriet er noch im Lazarett in Brandenburg an der Havel in sowjetische Kriegsgefangenschaft, aus der er am 21. Oktober 1949 entlassen wurde.